# Mario Bauzá
Mario Bauzá (Havana, 28 april 1911 – New York, 11 juli 1993) was een Cubaans jazz-, latin en Afro-Cubaans jazzmuzikant (saxofoon, klarinet, trompet), componist en arrangeur. Hij was een van de eersten die Cubaanse muziek introduceerde in de Verenigde Staten door Cubaanse muziekstijlen naar het jazzcircuit in New York te brengen. Terwijl Cubaanse bands jarenlang populaire jazzmelodieën in hun repertoire hadden gehad, was Bauzá's compositie Tangá het eerste stuk dat jazzharmonie en arrangementstechniek mengde, met jazzsolisten en Afro-Cubaanse ritmes. Het wordt beschouwd als het eerste echte Afro-Cubaanse jazz- of latinjazzmelodie.

## Biografie
Als kind studeerde hij klarinet en werd hij erkend als wonderkind op het instrument en speelde hij op 11-jarige leeftijd met de Havana Symphony. Bauzá trad vervolgens op op klarinet en basklarinet met het charanga-orkest (fluit en violen) van pianist Antonio María Romeu. Dit bleek een noodlottige gebeurtenis toen het orkest in 1926 New York bezocht om op te nemen. Bauzá logeerde bij zijn neef, trompettist René Endreira, die een inwoner van Harlem was en speelde met The Santo Domingo Serenaders, een band bestaande uit Panamezen, Cubanen, en Puerto Ricanen die jazz spelen. De tiener Bauzá was onder de indruk van de Afrikaans-Amerikaanse gemeenschap in Harlem en de vrijheid die ze hadden. Hij was ook getuige van een uitvoering van George Gershwins Rhapsody in Blue en werd geïnspireerd door de speelfilm van saxofonist Frankie Trumbauer. Bij zijn terugkeer naar Cuba beloofde hij dat hij zou terugkeren naar New York om jazzmuzikant te worden, waarbij hij in 1930 altsaxofoon leerde spelen met behoud van zijn klarinettechniek. Een toevallige ontmoeting met de Cubaanse zanger Antonio Machin, die een trompettist nodig had voor een aanstaande opnamedatum die hij leidde, gaf Bauzá een ongebruikelijke kans. Machin was de zanger van het Don Azpiazú Havana Casino Orchestra dat New York stormenderhand had veroverd met hun openbare optredens en recente hitopname van El Manisero, The Peanut Vendor. Machin kreeg een opnamedatum aangeboden om vier deuntjes op te nemen. Als Machin solo zou optreden, deed hij dat met twee gitaren, een trompet en hijzelf op maraca's. Alle trompettisten die in de Cubaanse stijl speelden en deel uitmaakten van het orkest van Azpiazú, waren naar Cuba teruggekeerd. Geconfronteerd met een dilemma bood Bauzá zijn diensten aan Machin aan omdat hij de vingerposities op de hoorn kende bij het kopen van een trompet en in twee weken tijd genoeg techniek ontwikkelde om op de opnamen te spelen. Hij zou nu zijn tijd besteden aan het bespelen van het instrument, geïnspireerd door Louis Armstrong. In 1933 werd Bauzá aangenomen als hoofdtrompettist en muzikaal leider van drummer Chick Webbs Orchestra en het was tijdens deze tijd met Webb dat Bauzá collega-trompettist Dizzy Gillespie ontmoette en naar verluidt zangeres Ella Fitzgerald ontdekte en in de band bracht.
In 1938 voegde Bauzá zich bij de band van Cab Calloway en overtuigde hij Calloway er later van om trompettist Dizzy Gillespie in te huren. In 1940 zou hij de band van Calloway verlaten. Bauzá's muzikale relatie en vriendschap met Gillespie zouden baanbrekende resultaten blijven opleveren. De fusie van Bauzá's Cubaanse muzikale erfgoed en Gillespie's bop culmineerde in de ontwikkeling van cubop, een van de vroegste vormen van Latin jazz.
In 1939 werd Bauzá mede-oprichter en muzikaal leider van Machito en zijn Afro-Cubans met zijn zingende zwager Francisco Raúl Guittierez Grillo (bekend als Machito). De band produceerde de eerste opnamen voor Decca Records in 1941 en in 1942 bracht Bauzá een timbalero met de naam Tito Puente in.
Belangrijk was in 1947 dat Bauzá de jonge congavirtuoos Chano Pozo uit Havana introduceerde bij Gillespie, toen deze een Cubaanse percussionist aan zijn band wilde toevoegen. Hoewel Pozo slechts een jaar later werd gedood in een kroeggevecht in Harlem, liet hij een onuitwisbare en langdurige stempel achter op Gillespie's spel en composities, door samen te schrijven aan verschillende legendarische composities zoals Manteca en Tin Tin Deo.
In 1943 werd het succes van Tanga, de eerste echt Afro-Cubaanse jazzmelodie, toegeschreven aan Bauzá, gevolgd door Cubop City en Mambo Inn. Machito en zijn Afro-Cubans speelden vaak zowel straight-ahead bigbandjazz als mambomuziek. Veel van de nummers waren covers van opnamen, die in Cuba populair waren gebleken, maar met bijgewerkte arrangementen met jazzharmonie. De band speelde dansnummers in mambo-stijl op locaties zoals de Palladium Ballroom in Manhattan. Bauzá behield zijn baan als dirigent van de Afro-Cubans tot 1976. Daarna werkte hij spaarzaam en trok hij zich uiteindelijk terug in bijna totale onbekendheid. In 1979 gaf het Caribbean Cultural Center in New York een eerbetoon aan Bauzá tijdens een openluchtconcert in het Lincoln Center met Bauzá en zijn bigband. Het concert bestond uit pianist Billy Taylor, zangers Bobby Capó en Graciela, Machito, Jorge Dalto, Chocolate Armenteros en Mario Rivera en was een vervolg op CCCADI's eerbetoon uit 1979 in de Alice Tully Hall, dat Bauza's carrière nieuw leven inblies. Een viering van zijn 80ste verjaardag in 1990 met zijn bigband met speciale gasten Dizzy Gillespie, Chico O'Farrill, Celia Cruz, José Fajardo, Marco Rizo, in Symphony Space in Manhattan, gaf Bauzá de kans om opnieuw op te nemen voor het Duitse Messidor-label. De daaropvolgende opnamen, Tanga - The Original Mambo King, 944 Columbus Avenue en My Time Is Now, brachten Bauzá twee Grammy Award-nominaties en uit de schaduw onder de aandacht van het publiek met lovende kritieken. Daaropvolgende Europese tournees op het jazzfestivalcircuit volgden met als hoogtepunt, dat hij de cover van DownBeat Magazine sierde en een gastoptreden uit 1992 met zijn big band in The Cosby Show (S08 E22: You Can't Stop the Music) met Willie Colón.

## Overlijden
Mario Bauzá overleed in juli 1993 op 82-jarige leeftijd.

## Discografie
Met Dizzy Gillespie en Machito
- 1975: Afro-Cuban Jazz Moods (Pablo)

Bijdragende artiest
- 1997: The Rough Guide to Salsa (World Music Network)
- 1998: The Rough Guide to the Music of Cuba (World Music Network)